# Єлизаров Прокопій Кузьмович
Прокопій Козьмич (або Прокофій Кузьмич) Єлизаров (рос. Прокопий Козьмич або Прокофий Кузьмич Елизаров) (*? — 16 червня ↑1681) — солікамський воєвода в XVII сторіччі, в правління московського царя Олексія Михайловича. З дворянського роду Єлизарових, що походять від Єлизара, сина татарського царевича Егуда, в хрещенні Василя, що служив Василю Темному.
Взимку 1647–1648 років за розпорядженням Новгородського наказу П. К. Єлизаров розшукував біглих селян у володіннях Строганових і монастирських землях, і поселив упійманих утікачів на річці Кунгурці, «щоб їм за Государем жити і нікуди не втікати». Керівництво будівництвом поселення воєвода доручив «виборній людині Суровцеву, та піддячому прибулої хати Вахтіну». 1222 людини, що поселилися на Кунгурці було звільнено від сплати податків на три роки, вони отримали земельні ділянки, що привернуло інших утікачів, котрі ховалися в лісах. Так було засновано місто Кунгур.
Ще воєвода Елізаров відомий тим, що в 1647 році за указом Олексія Михайловича провів перепис населення володінь Строганових. Він зажадав у Строганових надати йому «розпис, що у них у вотчині, селянській і бобильськіх дворів і в дворах людей, і їх дітей, і братів, і племінників, і сусідів, і захребетників, і порожніх дворів, і дворових місць». Перевіривши отримані відомості, він поклав їх в основу переписної книги, яка тепер представляє великий інтерес для істориків, оскільки містить ранні згадки про багато міст і населених пунктів Пермського краю. Ось що пише Елізаров про майбутнє місто Лисьва:
«Село на усті річки Лисьви, а в ній селяни: двір Венедітко, прізвисько Буженко, Іванів син, а у нього діти: Федька та Герасимко, та Степанко, у нього ж шуряк Терешка Анісимов син Веягин. Двір Сенька Артемьєв син Лодигин, у нього діти: Петрушка та Якунька, у нього ж пасинок Потапко Іванов.»
А це — про село Єгошиха, на місці якого було потім засновано місто Перм:
«корчівка на річці Камі і на річці Егошисі, а в нім селян двори: Сергейко Павлов син Брюханов, у нього діти Клімко та Івашко.»